# Grand Prix Švédska 1975
Grand Prix Švédska 1975 (oficiálně XI Sveriges Grand Prix) se jela na okruhu Scandinavian Raceway v Anderstorpu ve Švédsku dne 8. června 1975. Závod byl sedmým v pořadí v sezóně 1975 šampionátu Formule 1.

## Závod
| Poř.   | No. | Jezdec             | Konstruktér     | Počet kol | Čas/Odstoupení    | Pořadí na startu | Body |
| ------ | --- | ------------------ | --------------- | --------- | ----------------- | ---------------- | ---- |
| 1      | 12  | Niki Lauda         | Ferrari         | 80        | 1:59:18.319       | 5                | 9    |
| 2      | 7   | Carlos Reutemann   | Brabham-Ford    | 80        | + 6.288           | 4                | 6    |
| 3      | 11  | Clay Regazzoni     | Ferrari         | 80        | + 29.095          | 12               | 4    |
| 4      | 27  | Mario Andretti     | Parnelli-Ford   | 80        | + 44.380          | 15               | 3    |
| 5      | 28  | Mark Donohue       | Penske-Ford     | 80        | + 1:30.763        | 16               | 2    |
| 6      | 23  | Tony Brise         | Hill-Ford       | 79        | + 1 kolo          | 17               | 1    |
| 7      | 3   | Jody Scheckter     | Tyrrell-Ford    | 79        | + 1 kolo          | 8                |      |
| 8      | 1   | Emerson Fittipaldi | McLaren-Ford    | 79        | + 1 kolo          | 11               |      |
| 9      | 5   | Ronnie Peterson    | Lotus-Ford      | 79        | + 1 kolo          | 9                |      |
| 10     | 32  | Torsten Palm       | Hesketh-Ford    | 78        | Nedostatek paliva | 21               |      |
| 11     | 26  | Alan Jones         | Hesketh-Ford    | 78        | + 2 kola          | 19               |      |
| 12     | 4   | Patrick Depailler  | Tyrrell-Ford    | 78        | + 2 kola          | 2                |      |
| 13     | 14  | Bob Evans          | BRM             | 78        | + 2 kola          | 23               |      |
| 14     | 20  | Damien Magee       | Williams-Ford   | 78        | + 2 kola          | 22               |      |
| 15     | 6   | Jacky Ickx         | Lotus-Ford      | 77        | + 3 kola          | 18               |      |
| 16     | 18  | John Watson        | Surtees-Ford    | 77        | + 3 kola          | 10               |      |
| 17     | 30  | Wilson Fittipaldi  | Fittipaldi-Ford | 74        | + 6 kol           | 25               |      |
| Ret    | 16  | Tom Pryce          | Shadow-Ford     | 53        | Smyk              | 7                |      |
| Ret    | 21  | Ian Scheckter      | Williams-Ford   | 49        | Pneumatika        | 20               |      |
| Ret    | 22  | Vern Schuppan      | Hill-Ford       | 47        | Řazení            | 26               |      |
| Ret    | 8   | Carlos Pace        | Brabham-Ford    | 41        | Smyk              | 6                |      |
| Ret    | 17  | Jean-Pierre Jarier | Shadow-Ford     | 38        | Motor             | 3                |      |
| Ret    | 9   | Vittorio Brambilla | March-Ford      | 36        | Řazení            | 1                |      |
| Ret    | 2   | Jochen Mass        | McLaren-Ford    | 34        | Přehřátí          | 14               |      |
| Ret    | 24  | James Hunt         | Hesketh-Ford    | 21        | Brzdy             | 13               |      |
| Ret    | 10  | Lella Lombardi     | March-Ford      | 10        | Palivový systém   | 24               |      |
| Zdroj: |     |                    |                 |           |                   |                  |      |

## Průběžné pořadí po závodě
Pohár jezdců
| Pořadí | Jezdec             | Body |
| ------ | ------------------ | ---- |
| 1      | Niki Lauda         | 32   |
| 2      | Carlos Reutemann   | 22   |
| 3      | Emerson Fittipaldi | 21   |
| 4      | Carlos Pace        | 16   |
| 5      | Jody Scheckter     | 15   |
| Zdroj: |                    |      |

Pohár konstruktérů
| Pořadí | Konstruktér  | Body    |
| ------ | ------------ | ------- |
| 1      | Ferrari      | 35      |
| 2      | Brabham-Ford | 33 (35) |
| 3      | McLaren-Ford | 26,5    |
| 4      | Tyrrell-Ford | 19      |
| 5      | Hesketh-Ford | 7       |
| Zdroj: |              |         |